# Нисторешти (Бузау)
Нисторешти (рум. Nistorești) насеље је у Румунији у округу Бузау у општини Козиени. Oпштина се налази на надморској висини од 444 m.

## Становништво
Према подацима из 2002. године у насељу је живело 37 становника, од којих су сви румунске националности.